# Saccharum arundinaceum
Saccharum arundinaceum är en gräsart som beskrevs av Anders Jahan Retzius. Saccharum arundinaceum ingår i släktet Saccharum och familjen gräs. Inga underarter finns listade i Catalogue of Life.